# Плосконосая квадратная антипризма
Плосконосая квадратная антипризма — один из многогранников Джонсона (J85, М28 по Залгаллеру).
Многогранник Джонсона — один из строго выпуклых многогранников, имеющих правильные грани, но не являющийся однородным (то есть он не является правильным многогранником, архимедовым телом, призмой или антипризмой). Многогранники названы именем Нормана Джонсона, который первым перечислил эти многогранники в 1966 году.
Многогранник является одним из элементарных правильногранных многогранников, не получающихся манипуляцией «отрежь и приклей» с правильными и архимедовыми телами, и хотя тело родственно икосаэдру, оно имеет четырёхкратную симметрию, а не трёхкратную.
Тело можно получить соединением двух куполов, повёрнутых относительно друг друга.

## Построение
Плосконосая квадратная антипризма строится согласно названию из квадратной антипризмы путём отсечения углов и обозначается как ss{2,8} (s{2,8} — это квадратная антипризма).

## Плосконосые антипризмы
Аналогичным образом построенный многогранник ss{2,6} — это плосконосая треугольная антипризма (треугольная антипризма — это октаэдр с неполной симметрией), то же самое, что и правильный икосаэдр. Плосконосая пятиугольная антипризма, ss{2,10}, или антипризмы с большим числом сторон могут быть построены аналогичным образом, но не как выпуклые многогранники с правильными треугольниками в качестве граней. Предшествующее тело Джонсона, плосконосый двуклиноид, конструктивно тоже попадает под эту схему как ss{2,4}, но в этом случае нужно два ребра понимать как вырожденные двуугольные грани (показаны красным цветом) дигональной антипризмы.
| Симметрия              | D2d, [2+,4], (2*2)         | D3d, [2+,6], (2*3)          | D4d, [2+,8], (2*4)           | D5d, [2+,10], (2*5)            |
| ---------------------- | -------------------------- | --------------------------- | ---------------------------- | ------------------------------ |
| Антипризмы             | · s{2,4} · (v:4; e:8; f:6) | · s{2,6} · (v:6; e:12; f:8) | · s{2,8} · (v:8; e:16; f:10) | · s{2,10} · (v:10; e:20; f:12) |
| Усечённые антипризмы   | ts{2,4} (v:16;e:24;f:10)   | ts{2,6} (v:24; e:36; f:14)  | ts{2,8} (v:32; e:48; f:18)   | ts{2,10} (v:40; e:60; f:22)    |
| Симметрия              | D2, [2,2]+, (222)          | D3, [3,2]+, (322)           | D4, [4,2]+, (422)            | D5, [5,2]+, (522)              |
| Плосконосые антипризмы | J84 (М25)                  | Икосаэдр                    | J85 (М28)                    | Вогнутая                       |
| Плосконосые антипризмы | ss{2,4} (v:8; e:20; f:14)  | ss{2,6} (v:12; e:30; f:20)  | ss{2,8} (v:16; e:40; f:26)   | ss{2,10} (v:20; e:50; f:32)    |